# Gyllengrip
Gyllengrip är en gammal frälseätt av samma ursprung som ätten Stråle af Sjöared.
Christoffer Andersson Stråle (1518-1599) som tillhörde den adliga ätten Stråle, skall enligt ett kungligt brev från 1562 erhållit vapenförbättring till Grip, med vilket namn ätten 1625 introducerades. 
Detta brev anses emellertid vara en förfalskning. Heller inte en uppgiften från 1500-talet om att en förfader fått frälsebrev av kung Karl Knutsson (Bonde) har kunnat verifieras. 
Christoffer Andersson Stråles ättlingar kom senare i strid om namnet Grip med arvingar till den friherrliga ätten Grip, och på grund av uppkommen tvist om namnet ändrades det 1644 till Gyllengrip och ätten introducerades 1647 igen, nu med namnet Gyllengrip. 
Christoffer Andersson Grip gjorde först sjömilitär karriär och blev senare närmaste man till ståthållaren på Kalmar slott, Johan Larsson Sparre. Då slottet 1599 efter belägring föll i hertig Karls händer, halshöggs Grip tillsammans med Sparre och ett tjugotal andra personer den 16 maj 1599.
Ätten utslocknade 1786.